# Арена несамовитих
«Арена несамовитих» (рос. «Арена неистовых») — радянський художній фільм 1986 року кінорежисера Михайла Чіаурелі. Історична спортивна драма.

## Актори
- Отар Меґвінетухуцесі
- Дато Рачвелі
- Ліка Кавжарадзе
- Людмила Нільська
- Софіко Каландадзе
- Гурам Ніколаішвілі
- Роман Рцхіладзе
- Гіві Сіхарулідзе
- Заза Коберідзе
- Гіві Тохадзе
- Теймураз Бічіашвілі
- Паата Бараташвілі
- Джемал Пхакадзе
- Отар Зауташвілі